# Cycles and pulses
Cycles and pulses is een studioalbum van Brendan Pollard, werkzaam binnen de elektronische muziek. 

## Inleiding
Pollard had net zijn geluidsstudio opnieuw ingericht met aanvullende nieuwe apparatuur. Die nieuwe apparatuur moet dan gezocht worden in de techniek, want voor het instrumentarium bleef hij zijn oude synthesizers gebruiken. Volgens Chuck van Zyl van Star’s End vormt het album één geheel, bestaande uit vijf delen. De muziek wiegt voor wat stemming heen en weer tussen gewelddadige en sfeermuziek in de  stijl van ambient. Hier en daar duiken fragmenten op in de stijl van de Berlijnse School voor elektronische muziek met de traditionele sequencers. Pollard voert tevens mellotron M400-klanken uit boven langlopende drones.
Sylvain Lupari van SynthSequences hoorde klanken die terugvoerden tot vroege albums van Klaus Schulze (Blackdance en Timewind), Tangerine Dream (Phaedra en Stratosfear) en Rick Wright.
Het album was voornamelijk bedoeld als digitaal album, er werden slechts 200 fysieke exemplaren geperst.

## Musicus
- Brendan Pollard - synthesizers en elektronica waaronder de analoge Elka Rhapsody en ARP Omni 2

## Muziek
| Nr. | Titel            | Duur  |
| --- | ---------------- | ----- |
| 1.  | Conflict         | 12:38 |
| 2.  | Process          | 17:21 |
| 3.  | Re-pulse         | 10:15 |
| 4.  | Switching cycles | 14:05 |
| 5.  | Radiance         | 10:49 |